# Young Animal (DC Comics)
Young Animal es un sello editorial de DC Comics, fundado en 2016 y liderado por el historietista y músico estadounidense Gerard Way. Su principal objetivo es incluir a personajes y lugares del Universo DC en historias para lectores adultos, hecho esto con una aproximación más experimental que los cómics de la línea primaria de DC.

## Características

### Curaduría de Gerard Way

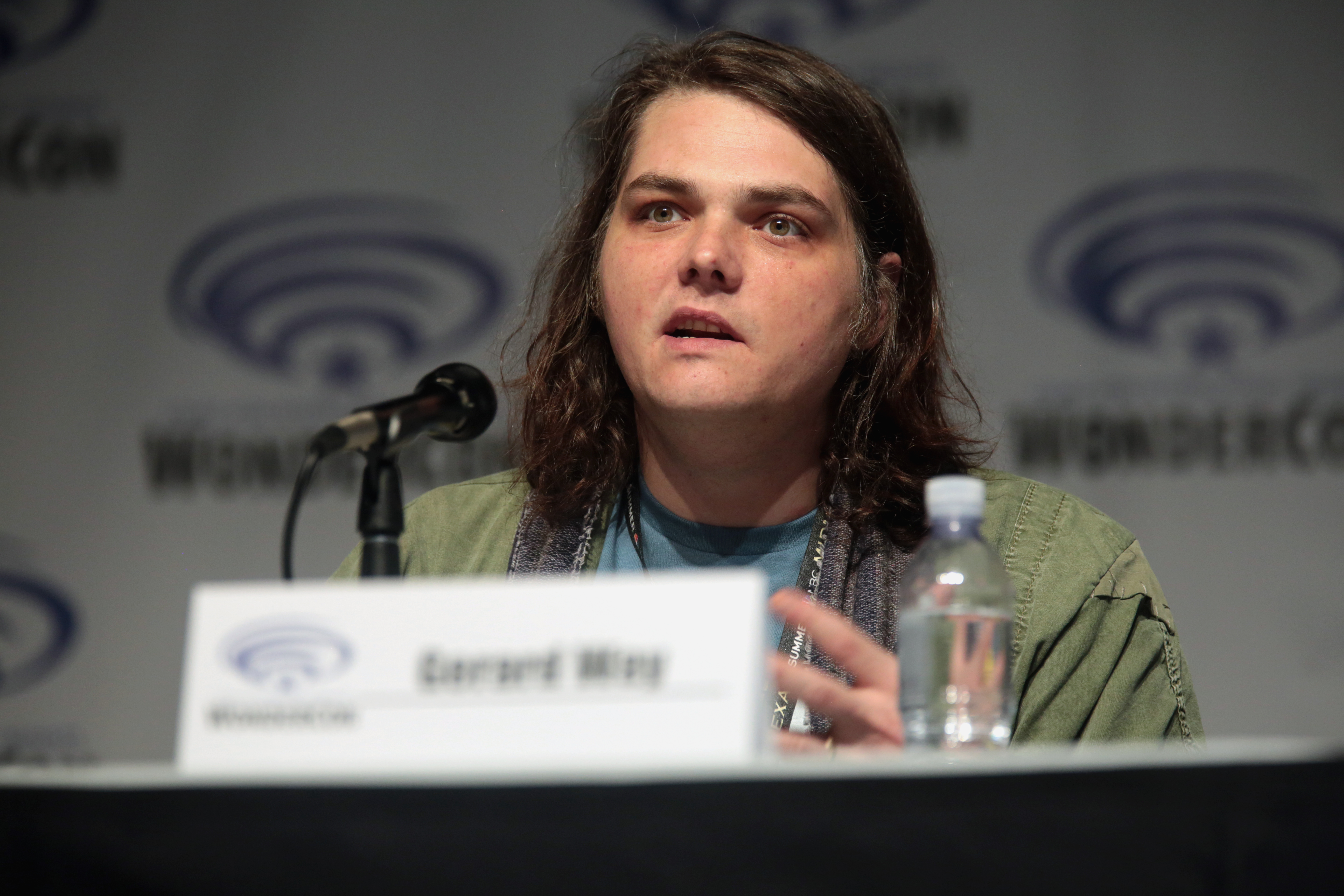
Gerard Way en el evento WonderCon 2017, en marzo de aquel año en el Anaheim Convention Center de Anaheim (California), exponiendo sobre Young Animal

En abril de 2016, la revista Rolling Stone señalaba que Gerard Way, en el sello Young Animal, estaría «haciendo la curaduría, supervisando e incluso escribiendo muchas de las historietas». En el mismo sentido, Way afirmó lo siguiente: «Vengo y ayudo a editar. Hago dirección de arte; ayudo a armar los equipos; doy instrucciones a la gente. A veces escribo escenas, cosas como esa. Consiste en usar todas mis habilidades».

### Temas y objetivos del sello
Young Animal es un sello de cómic adulto. A pesar de advertir que las historietas son muy diferentes entre sí, Way ha señalado que hay mucho de «relaciones entre padres e hijos». Otros temas que ha señalado son la alienación, la fama, el cambio («la autoactualización y el convertirse en algo más»), los adolescentes y el uso de drogas (en Shade, the Changing Girl, basada en Shade, the Changing Man) y, eventualmente, «muchas cosas personales mías en La Patrulla Condenada relacionadas con temas adultos».
Acerca de sus objetivos para el sello, Way ha dicho que quiere «llegar y hacer cosas que sean bastante diferentes, emocionantes y experimentales, y tomar riesgos», aun cuando afirma que respeta los legados: «En vez de simplemente decir: “Muy bien, voy a reiniciar la Patrulla Condenada”, fui y releí la Patrulla Condenada entera. Ha sido importante para mí respetar el legado y también tomar el riesgo para moverla adelante».

## Cómics publicados

### Series permanentes

#### Patrulla Condenada
- La Patrulla Condenada (2016-actualidad; en inglés, Doom Patrol) es escrita por Gerard Way y dibujada por Nick Derington.[2] Su primer capítulo de esta etapa se publicó el 14 de septiembre de 2016.[3] La Patrulla Condenada consiste en un grupo de superhéroes inadaptados, cuya creación original data de los años sesenta[3] y es considerada un clásico de los cómics.[4]

#### Cave Carson
- Cave Carson has a cybernetic eye (2016-2018) es coescrita por Gerard Way y Jon Rivera, y dibujada por Michael Avon Oeming.[5]
- Cave Carson has an interstellar eye (2018- ) será escrita por Jon Rivera y dibujada por Michael Avon Oeming. Su primer capítulo se publicará el 21 de marzo de 2018.[6]

#### Shade
- Shade, the Changing Girl (2016-2017) fue escrita por Cecil Castellucci y dibujada por Marley Zarcone.[7]
- Shade, the Changing Woman (2018- ) será escrita por Cecil Castellucci y dibujada por Marley Zarcone. Su primer capítulo se publicará el 7 de marzo de 2018.[6]

#### Madre Pánico
- Madre Pánico (2016-2017) fue escrita por Jody Houser y dibujada por Tommy Lee Edwards.[8]
- Mother Panic: Gotham A. D. (2018- ) será escrita por Jody Houser y dibujada por Ibrahim Moustafa. Su primer capítulo se publicará el 28 de marzo de 2018.[6]

### Miniseries no permanentes

#### «Bug!: the adventures of Forager»
- Bug!: the adventures of Forager (2017) tiene como equipo creativo a Lee Allred, Michael Allred y Laura Allred. Su primer capítulo tuvo su publicación programada para el 10 de mayo de 2017.[9]

#### «Eternity Girl»
- Eternity Girl (2018) es escrita por Magdalene Visaggio y dibujada por Sonny Liew.